# Liste de lacs d'Amérique
Cette liste recense les principaux lacs d'Amérique.

## Méthodologie
Afin de limiter la longueur de la liste, seuls les lacs de plus de 3 000 km2 de superficie sont mentionnés.

## Liste
| Lac                    | Pays               | Superficie (km²) | Profondeur max. (m) | Volume (km3) | Remarques      |
| ---------------------- | ------------------ | ---------------- | ------------------- | ------------ | -------------- |
| Michigan-Huron         | Canada, États-Unis | 117 702          | 282                 | 8 458        |                |
| Supérieur              | Canada, États-Unis | 82 414           | 406                 | 12 100       |                |
| Grand lac de l'Ours    | Canada             | 31 080           | 446                 | 2 236        |                |
| Grand Lac des Esclaves | Canada             | 28 930           | 614                 | 2 090        |                |
| Érié                   | Canada, États-Unis | 25 719           | 64                  | 489          |                |
| Winnipeg               | Canada             | 23 553           | 36                  | 283          |                |
| Ontario                | Canada, États-Unis | 19 477           | 244                 | 1 639        |                |
| Maracaibo              | Venezuela          | 13 210           | 60                  | 280          |                |
| Lagoa dos Patos        | Brésil             | 10 140           | 5                   | ?            |                |
| Titicaca               | Bolivie, Pérou     | 8 135            | 281                 | 893          |                |
| Nicaragua              | Nicaragua          | 8 001            | 26                  | 108          |                |
| Athabasca              | Canada             | 7 920            | 243                 | 204          |                |
| Smallwood              | Canada             | 6 527            | ?                   | 28           | Lac de barrage |
| Rennes                 | Canada             | 6 500            | 337                 | 95           |                |
| Winnipegosis           | Canada             | 5 403            | 18                  | 198          |                |
| Nettilling             | Canada             | 5 051            | 165                 | ?            |                |
| Nipigon                | Canada             | 4 843            | 165                 | 320          |                |
| Manitoba               | Canada             | 4 706            | 70                  | 228          |                |
| Grand Lac Salé         | États-Unis         | 4 662            | 12                  | 19           |                |
| Bois                   | Canada             | 4 350            | ?                   | ?            |                |
| Caniapiscau            | Canada             | 4 318            | 49                  | 34           | Lac de barrage |
| Guri                   | Venezuela          | 4 250            | 30                  | 18           |                |
| Sobradinho             | Brésil             | 4 220            | 30                  | 341          |                |
| Dubawnt                | Canada             | 3 838            | ?                   | ?            |                |
| Amadjuak               | Canada             | 3 115            | ?                   | ?            |                |
| Melville               | Canada             | 3 069            | 256                 | 313          |                |